# Heliga gravens orden
Heliga gravens av Jerusalem riddarorden (latin: Ordo Equestris Sancti Sepulcri Hierosolymitani, OESSH) är en romersk-katolsk riddarorden under påvens beskydd. Orden har som sin huvudsakliga uppgift att understödja katolska kyrkans närvaro i Jerusalem och Heliga landet, bland annat genom socialt och kulturellt arbete. Orden har idag 22 000 medlemmar världen över. Namnet anspelar på Heliga gravens kyrka i Jerusalem, helgad till minnet av Kristi tomma grav.
Orden grundades sannolikt av påven Alexander VI år 1496 för att återuppväcka lusten för pilgrimsresor till Jerusalem. Dess traditioner går tillbaka till Godfrey de Bouillon under första korståget då de kristna intagit Jerusalem. Orden etablerades formellt som en påvlig riddarorden år 1847 och fram till 1949 var påven själv stormästare. Därefter har stormästare utsetts bland katolska kyrkans kardinaler. Ordensbreven signeras av stormästaren och kontrasigneras av Vatikanens statssekreterare, vilket understryker ordens officiella karaktär.

## Klasser
Första klassen (både män och kvinnor)
- Storkors med kedja (StkPåvlHGOmkedja)

Andra klassen (endast män)
- Storkors (StkPåvlHGO)
- Storofficer/kommendör med stjärna (StOffPåvlHGO/KPåvlHGOmstj)
- Kommendör (KPåvlHGO)
- Riddare (RPåvlHGO)

Tredje klassen (endast kvinnor)
- Storkors (StkPåvlHGO)
- Storofficer/kommendör med stjärna (StOffPåvlHGO/KPåvlHGOmstj)
- Kommendör (KPåvlHGO)
- Dam (DamPåvlHGO)

Vid sidan av ordensmedlemskapet, som endast är öppet för katoliker, kan personer som verkat i ordens syften erhålla ordens förtjänstkors. Detta består av tre klasser:
- Påvliga Heliga gravens ordens förtjänstkors av 1. klassen (PåvlHGO:sFK1kl, i utförande som storkors med band en écharpe och kraschan)
- Påvliga Heliga gravens ordens förtjänstkors av 2. klassen (PåvlHGO:sFK2kl, i utförande som kommendörskors med kraschan)
- Påvliga Heliga gravens ordens förtjänstkors av 3. klassen (PåvlHGO:sFK3kl, i utförande som kommendörskors)

## I Sverige
År 2003 instiftades ett ståthållarskap i Sverige som idag samlar ett trettiotal medlemmar och ett femtontal förtjänstkors har mottagits av svenskar. Norska män och kvinnor intogs i det svenska ståthållarskapet för att år 2008 bilda ett eget ståthållarskap. Under 2014 antogs de första två danska riddarna och 2015 års investitur hölls i Danmark. I svenska rullor och matriklar i Sverige benämns orden "Påvliga Heliga gravens orden", förkortat PåvlHGO.

### Ståthållare i Sverige
- Bo J Theutenberg, 2003-2007
- Carl Falck, 2007-2012
- Stefan Ahrenstedt[5], 2012-2016.
- Bo J Theutenberg (regent ad interim), februari-oktober 2016

### Ståthållare Sverige-Danmark
- Bo J Theutenberg (regent ad interim), oktober 2016-februari 2017
- Tommy Thulin, februari 2017-2018
- Jørgen Boesen, februar 2018-

### StorpriorSverige
- Lars Cavallin, 2003-2007
- Anders Arborelius, 2007-2017[6]

### Storprior Sverige-Danmark
- Czeslaw Kozon, 2017-

## Galleri

Ordens heraldiska vapen.
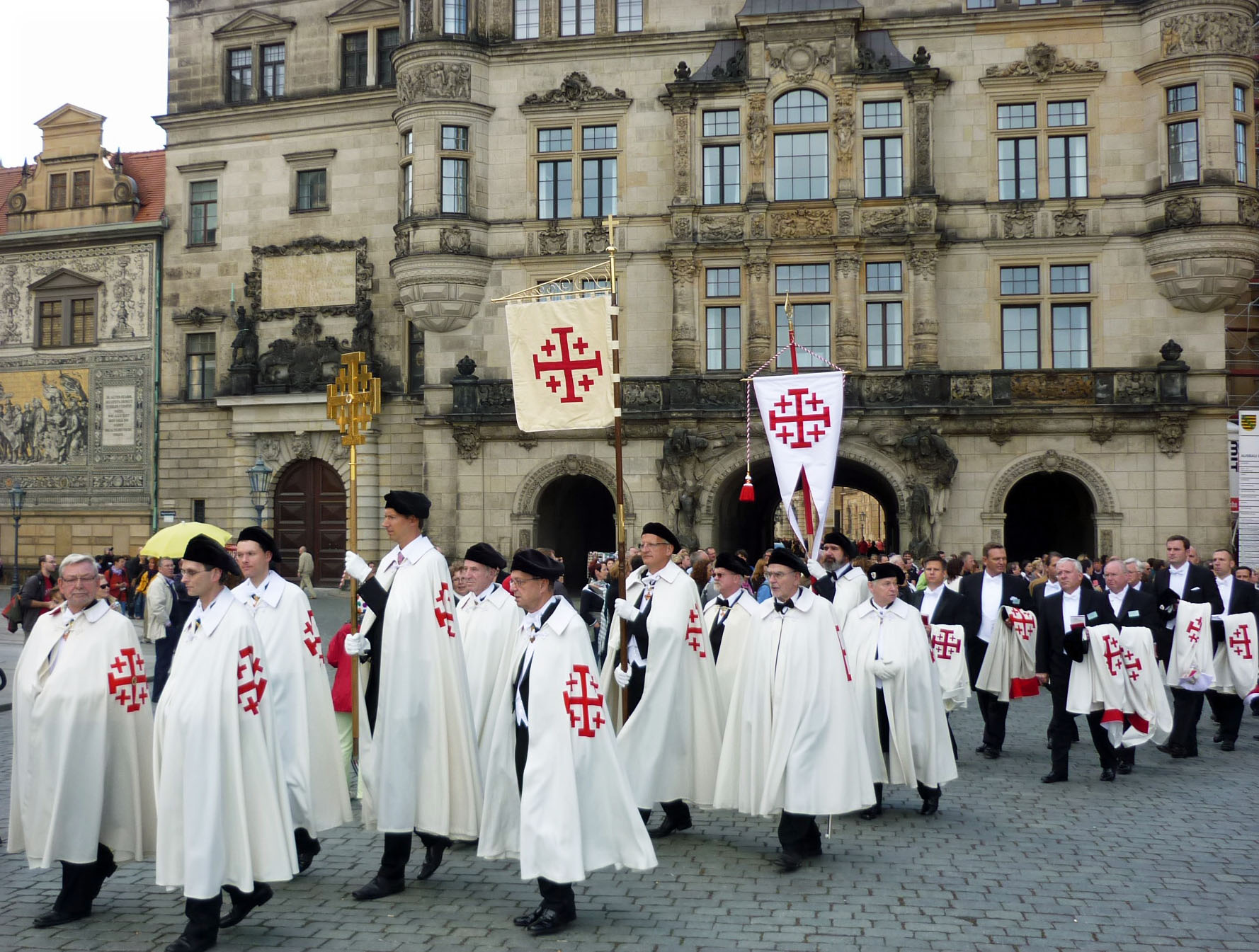
Investitur i Dresden år 2010.
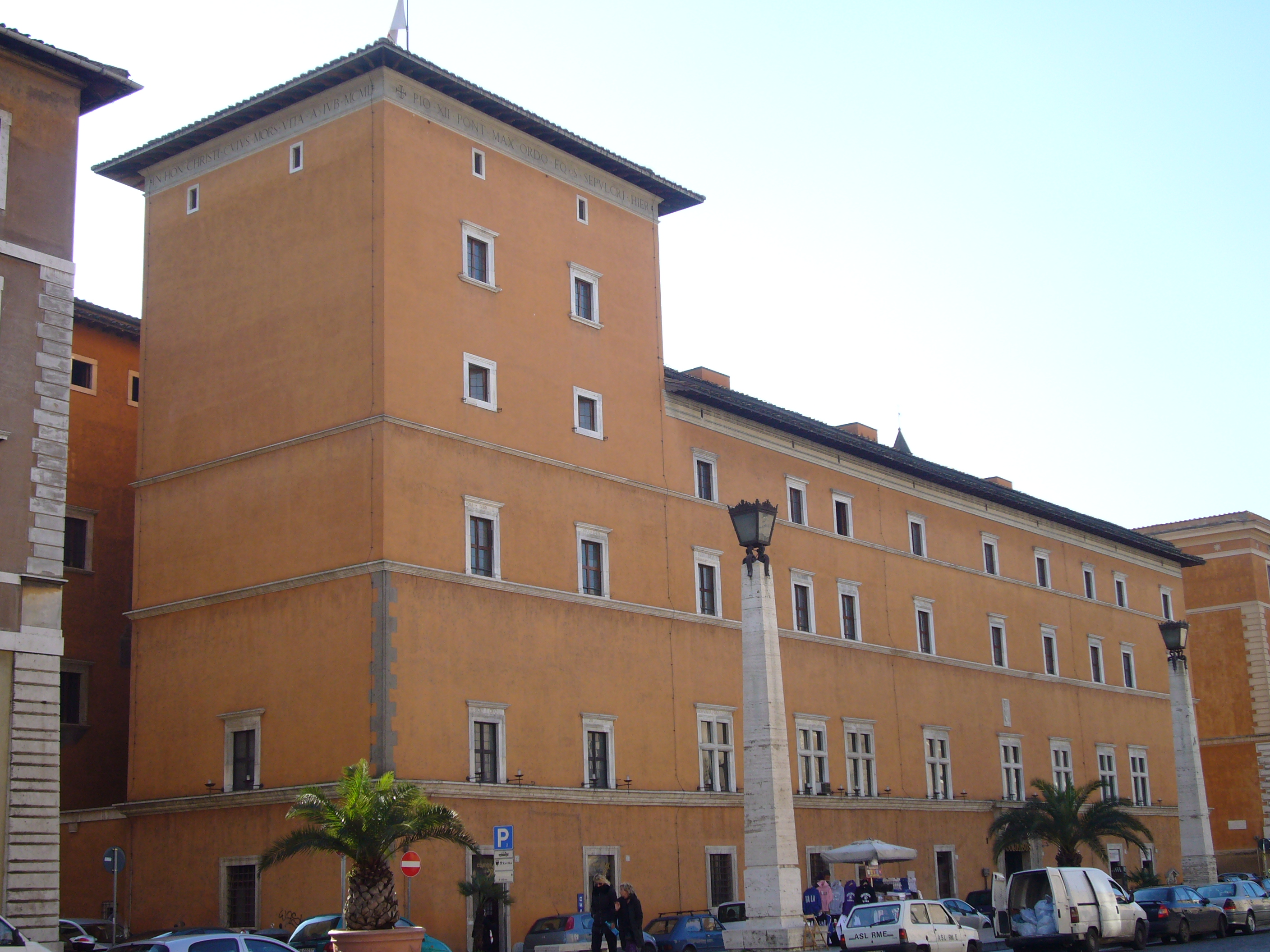
Palazzo della Rovere i Rom. Ordens internationella högkvarter.
Ordensinsignierna för manliga medlemmar.

### Webbkällor
- Stair Sainty, Guy. ”THE EQUESTRIAN ORDER OF THE HOLY SEPULCHER OF JERUSALEM” (på engelska). ALMANACH DE LA COUR. Arkiverad från originalet den 30 mars 2012. https://web.archive.org/web/20120330214036/http://www.chivalricorders.org/vatican/holysep.htm. Läst 27 oktober 2013.